# Maroboduus
Maroboduus, eredeti nevén feltehetően Marbod (? – Ravenna, 37), a markomannok királya volt Kr. e. 8 és Kr. u. 17 között, aki elsőként hozott létre törzsszövetséget a germán népek történetében a római fenyegetés ellen.

## Élete
A markomannok a Majna térségében élő germán törzse i. e. 9-ben súlyos vereséget szenvedett a Nero Claudius Drusus vezetése alatt álló római hadseregtől, és Maroboduus a veszélyes Majna-völgyből a mai Csehország (latinul Boihaemum) területére vezette a szvéveket, hogy ott alapítson királyságot. Maroboduus szövetségesévé tette a mai Szilézia és Szászország germán lakosságát: a longobárdokat, vandálokat és szemnonokat.
Maroboduus riválisa volt Arminius cherusk vezető, aki a markomannok vereségének évében katasztrofális csapást mért a római haderőre a teutoborgi erdőben. Míg az ellenségeskedés tartott, a markomann király nem tudott koncentrált támadást indítani sem a Rajna, sem a Duna mentén, noha jelentős erővel büszkélkedhetett: a törzsszövetségnek mintegy 70 000 gyalogos és 4000 lovas harcosa volt. Római mintára hozta létre királyi székhelyét, a Marobudum erődöt, amit mindmáig nem sikerült megtalálni.
Augustus római császár Rómára nézve fenyegetőnek találta a szövetséget, és a 6. évben Tiberius irányítása alatt tizenkét legiót – kb. 72 000 katonát – indított útnak, hogy győzzék le Maroboduust. A Markomann Birodalom kutyaszorítóba került: Caius Sentius Saturninus hat legióval kelt át a Rajnán és keleti irányba nyomult előre, maga Tiberius pedig Carnuntum felől támadott. Röviddel a hadművelet sikeres befejezése előtt Tiberius serege mögött, amely éppen Pannoniából és Dalmatiából vezette hadjáratát, felkelés tört ki. A felkelők elfoglalták egész Illíriát, veszélyeztették Makedóniát és Itáliát. Tiberius a nehéz helyzetben szövetséget kötött Maroboduusszal és seregét az illír felkelés leverésére küldte. A harcok a 9. évig tartottak, és a hadműveletek Germania területén ezzel véget értek. A Germaniában uralkodó feszültségek ellenére a Dunáig terjedő részen béke honolt, ami a római hadjárat eredményének is tekinthető.
Maroboduus Varusszal szemben aratott diadalt követően elutasította Armin békeajánlatát, és 17-ben háborút indított a cheruskok ellen. Bár számított a rómaiak támogatására, az elmaradt, mivel Tiberius ellenezte egy erős germán birodalom létrejöttét. Armin és Maroboduus i. sz. 17-ben vívta a döntő ütközetet. Armin seregét erősítették olyan népek is (a szemnonok és longobárdok), akik Maroboduust elhagyták. Ezzel Armin fölényben lett volna, de nagybátyja, Inguiomerus követőivel átállt Maroboduushoz. Bár Maroboduus serege már nem volt olyan erős, mint régen, még így is valószínűleg nagyjából 50 000 katonája volt. Armin seregének létszáma is ekörül mozoghatott.
Az Armin elleni harc és a klánvezérek ellenállása a törzsszövetség felbomlásához és Maroboduus bukásához vezetett i. sz. 19-ben, amikor az egyik vezér, Katwalda átvette a hatalmat. Maroboduus a rómaiakhoz menekült, és Ravennában telepedett le; ott is halt meg 18 évvel később.